# Kleinkainach
Kleinkainach, auch Klein-Kainach geschrieben, ist ein Stadtteil der Stadtgemeinde Bärnbach im Bezirk Voitsberg in der Weststeiermark. Seine Geschichte lässt sich bis auf das 11. Jahrhundert zurückverfolgen.

## Ortsname und Geographie
Der Namensteil Klein- diente ursprünglich zur Unterscheidung von der größeren Ansiedlung Kainach. Der Namensteil -kainach leitet sich vom Fluss Kainach ab und bedeutet wahrscheinlich so viel wie Tannen- oder Föhrenbach.
Kleinkainach liegt im nördlichen Teil der Stadtgemeinde Bärnbach, im Norden der Katastralgemeinde Bärnbach am westlichen Ufer der Kainach. Im Nordwesten befindet sich die Piberegg Rollsiedlung, im Norden die Rotte Afling und im Nordosten die Streusiedlung Weingartsberg. Die Streusiedlung Schrapfberg sowie die Rotte Hochtregist befinden sich östlich und südöstlich von Kleinkainach. Der Hauptort Bärnbach liegt im Süden. Im Südwesten schließt die zur Stadtgemeinde Köflach gehörende Rotte Knobelberg an.
Durch den Ort verläuft die Landesstraße L 341, die Kainacherstraße, zwischen Bärnbach und Kainach bei Voitsberg.

## Geschichte
Der Ort entstand im Hochmittelalter, als mehrere Einzelhöfe mit Einödfluren auf einem dem Stift Göß gehörenden Rodungsgebiet errichtet wurden. Zwischen 1060 und 1080 wird der Ort als Chainahc und Chainahe mehrmals urkundlich erwähnt. Nach der Übergabe der Güter von Göß an das Stift St. Lambrecht entstand noch im Mittelalter am Zusammenfluss des Schloßgrabenbaches mit der Kainach ein Ort, der Neukainach genannt wurde. Aus diesen Neukainach entstand der heutige Ort Kainach bei Voitsberg während aus dem älteren Ort, auch Altkainach genannt, das heutige Kleinkainach wurde. Der Ort wird erstmals um 1790 im Josephinischer Kataster als Kleinkainach geführt.
Die Einwohner des Ortes gehörten bis zur Abschaffung der Grundherrschaften im Jahr 1848 zu verschiedenen Herrschaften, so etwa zu Altkainach, Greißenegg, Piber und Reiteregg. Der Garbenzehnt ging an die Herrschaft Greißenegg. Kleinkainach gehörte zum Werbbezirk der Herrschaft Piber.
In Folge der Theresianischen Reformen wurde der Ort dem Grazer Kreis unterstellt und nach dem Umbruch 1848 war er bis 1867 dem Amtsbezirk Voitsberg zugeteilt. Bereits ab der Zeit um 1840 wurde beim Ort, in der Klein-Kainacher Mulde bergbaulich Kohle abgebaut. Mit der Konstituierung der freien Gemeinden im Jahr 1850 kam Kleinkainach zur neu geschaffenen freien Ortsgemeinde Bärnbach. Im Jahr 1858 gab es mit Viktor Seßler Freiherr von Herzinger, Samuel Graf von Festetics, Erzherzog Johann, Florian Siegl sowie Franz Satter insgesamt fünf Kohlebergbaue bei Kleinkainach, die damals aber bereits stillstanden. Um 1878 betrieb die Grazer Firma F. und C. Schreiner einen Bergbau mit der Größe von sieben Grubenmaß in Kleinkainach. Dieser Bergbau wurde 1884 an die Graz-Köflacher Eisenbahn- und Bergbaugesellschaft verkauft, welche den Betrieb 1886 einstellten, da der Abbau unrentabel wurde.
Kleinkainach ist seit der Stadterhebung von Bärnbach im Jahr 1977 ein Stadtteil dieser Gemeinde.

## Kultur und Sehenswürdigkeiten

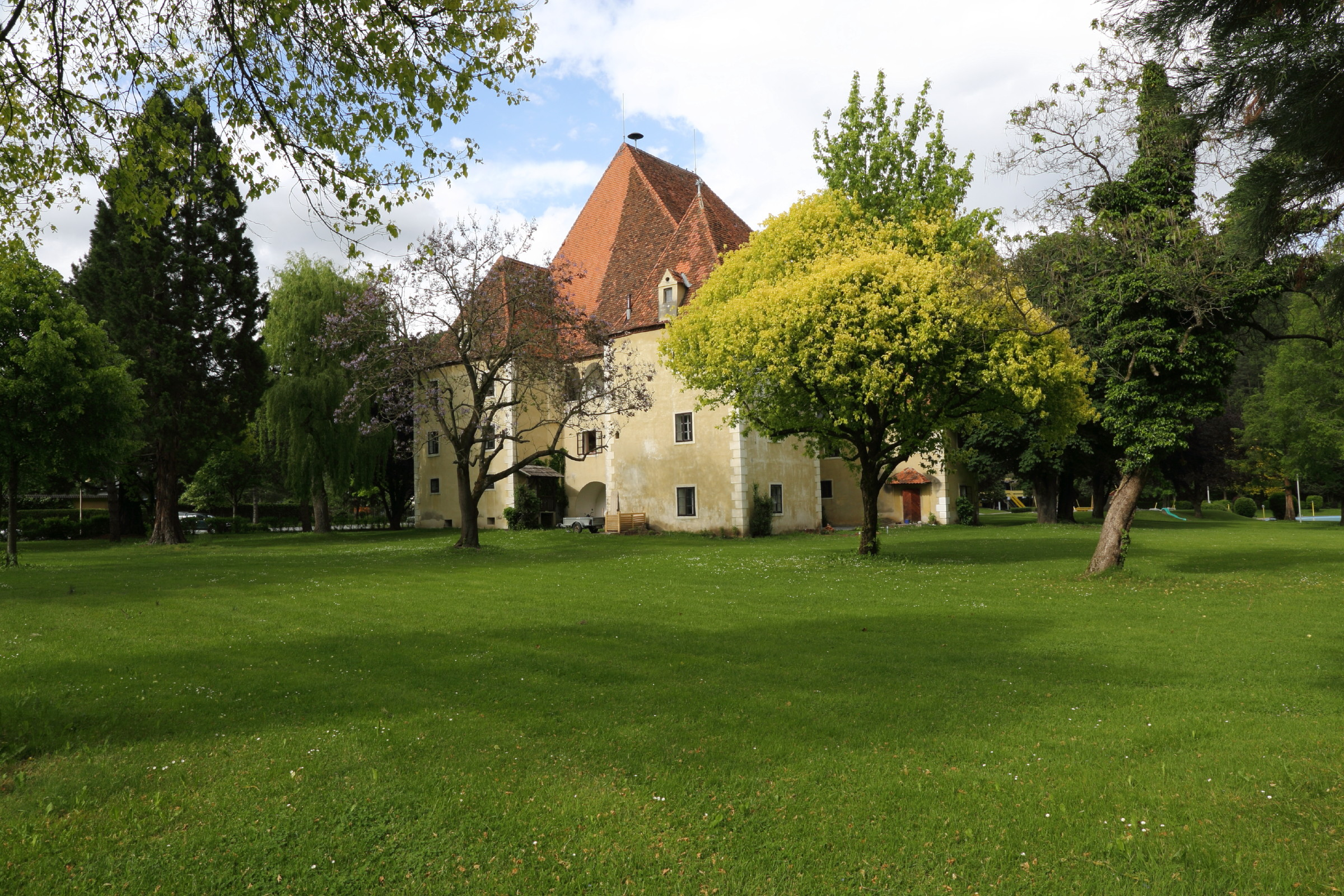
Das Schloss Alt-Kainach mit dem Schlosspark Bärnbach.

Bei Kleinkainach befindet sich mit dem Schloss Alt-Kainach ein denkmalgeschütztes Bauwerk, dessen Geschichte bis auf das 12. Jahrhundert zurückreicht. Die Gestaltung des heutigen Schlosses stammt großteils aus dem 16. und 17. Jahrhundert. Ab etwa 1318 entstand unweit des Schlosses Alt-Kainach das Schloss Kleinkainach, welches im 16. Jahrhundert mehrmals abbrannte, wieder aufgebaut wurde aber bis um 1840 bereits spurlos verschwunden war. Auch das Eingangsgebäude des Schlossbades Bärnbach steht unter Denkmalschutz.
Im südlichen Teil von Kleinkainach befindet sich mit dem Schlosspark Bärnbach ein geschützter Landschaftsteil mit der Nummer GLT 1536.